# Hạt của Albania
Các hạt của Albania (tiếng Albania: qark hoặc qarqe, phát âm [caɾk] hoặc [carcɛ]) là đơn vị hành chính chủ yếu tại Cộng hoà Albania.
Cấu trúc chính phủ dựa trên hiến pháp năm 1998, còn cải cách có hiệu lực vào ngày 31 tháng 7 năm 2000. Quốc gia được chia thánh 12 hạt. 12 hạt thay thế các quận (Rrethe) trước đây. Các hạt được chia tiếp thành 65 khu tự quản (Bashkia), chúng là các đơn vị hành chính cấp hai của quốc gia này.
| Con dấu | Hạt (Qark)  | Khu tự quản (Bashki)                                                | Diện tích km² | Vùng NUTS | Vị trí bản đồ | Dân số (2016) |
| ------- | ----------- | ------------------------------------------------------------------- | ------------- | --------- | ------------- | ------------- |
|         | Berat       | Berat, Kuçovë, Poliçan, Skrapar, Ura Vajgurore                      | 1.798         | Nam       |               | 139.815       |
|         | Dibër       | Bulqizë, Dibër, Klos, Mat                                           | 2.586         | Bắc       |               | 134,153       |
|         | Durrës      | Durrës, Krujë, Shijak                                               | 766           | Bắc       |               | 278.775       |
|         | Elbasan     | Belsh, Cërrik, Elbasan, Gramsh, Librazhd, Peqin, Prrenjas           | 3.199         | Trung     |               | 298.913       |
|         | Fier        | Divjakë, Fier, Lushnjë, Mallakastër, Patos, Roskovec                | 1.890         | Nam       |               | 312.448       |
|         | Gjirokastër | Dropull, Gjirokastër, Këlcyrë, Libohovë, Memaliaj, Përmet, Tepelenë | 2.884         | Nam       |               | 70.331        |
|         | Korçë       | Devoll, Kolonjë, Korçë, Maliq, Pogradec, Pustec                     | 3.711         | Nam       |               | 221.706       |
|         | Kukës       | Has, Kukës, Tropojë                                                 | 2.374         | Bắc       |               | 84.035        |
|         | Lezhë       | Kurbin, Lezhë, Mirditë                                              | 1.620         | Bắc       |               | 135.613       |
|         | Shkodër     | Fushë-Arrëz, Malësi e Madhe, Pukë, Shkodër, Vau i Dejës             | 3.562         | Bắc       |               | 215.483       |
|         | Tiranë      | Kamëz, Kavajë, Rrogozhinë, Tiranë, Vorë                             | 1.652         | Trung     |               | 811.649       |
|         | Vlorë       | Delvinë, Finiq, Himarë, Konispol, Sarandë, Selenicë, Vlorë          | 2.706         | Nam       |               | 183.105       |